# Urísa
Urísa (nově přejmenovaná na Uríša, urijsky ଓଡ଼ିଶା, anglicky Odisha) je stát na východním pobřeží Indie. Na severu sousedí s Džharkhandem, na severovýchodě se Západním Bengálskem, na jihu s Ándhrapradéšem a na západě s Čhattísgarhou. Počet obyvatel přesáhl 36 milionů.
Urísa patří mezi nejchudší z indických svazových států. Krom hinduistickým poutníků sem jezdí bohatí Bengálci na rekreaci k moři (Bengálskému zálivu) na zdejší nádherné mělké písčité pláže a západní turisté obdivovat skvosty starověké a středověké architektury.

## Města

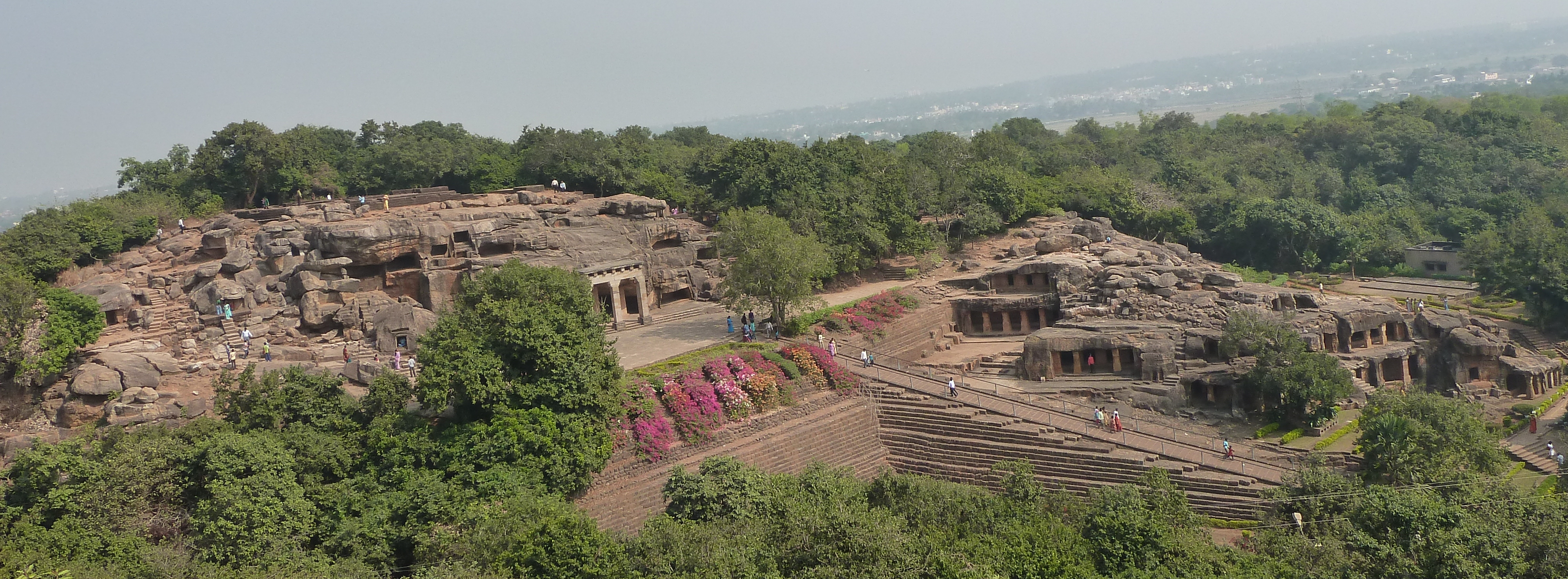
Jeskyně Udayagiri a Khandagiri v Bhuvanéšvaru

Hlavním městem je město Bhuvanéšvar (urijsky ଭୁବନେଶ୍ବର, hindsky भुवनेश्वर – Bhubaneśvar, anglicky Bhubaneshwar), s cca 800 tisíci obyvateli, dalším velkým městem je Kaṭak (urijsky କଟକ, hindsky कटक, anglicky Cuttack), s cca 750 000 obyvateli, který byl původním hlavním městem Urísy.
Významným poutním místem Kršnova kultu je Purí (urijsky ପୁରୀ, hindsky पुरी), Kršna je zde uctíván pod jménem Džagannáth (sanskrt: Džagannátha) nebo také Džagarnátha (jagarnātha = Pán světa). K jeho poctě se zde v červnu až červenci (druhého dne měsíce ašádha) pořádají velkolepá procesí vozů nazývaná Ratha játrá (rathayātrā – रथयात्रा – ରଥ ଜାତ୍ରା).
Dalším zajímavým městem je Kónárk (urijsky କୋଣାର୍କ, hindsky कोनार्क), s architektonicky a historicky významným Chrámem Slunce, který má tvar Súrjova vozu s 12 páry obrovských kol, taženého koňským sedmispřežím. Západní turisty ale lákají spíše erotické rytiny na motivy z Kámasútry. Tento chrám byl zasypán a znovu vykopán až počátkem 20. století. Mimo toho jsou zde i další významná archeologická naleziště.
Chrámové stavitelství Urísy tvoří stylově vyhraněnou součást hinduistické architektury severní Indie.

## Historie
Na území dnešní Urísy kdysi ve starověku byla mocná říše Kalinga (republika!), kterou proslavil indický císař Ašóka, když ji za cenu nepředstavitelných ztrát na obou stranách dobyl, začlenil do Maurjovské říše a zděšen krvavým masakrem se vzdal násilí a konvertoval k buddhismu.

## Jazyk
V Uríse se mluví vlastním jazykem – urijštinou. Tento jazyk má i vlastní písmo. Jeho zařazení je:
- Indoevropské jazyky
  - Indoíránské jazyky
    - Indoárijské jazyky
      - Východní indoárijské jazyky
        - Urijská skupina

Urijským jazykům nejpříbuznější jsou Bengálskoassámské jazyky – bengálština a ásámština.